# مدرع (حيوان)

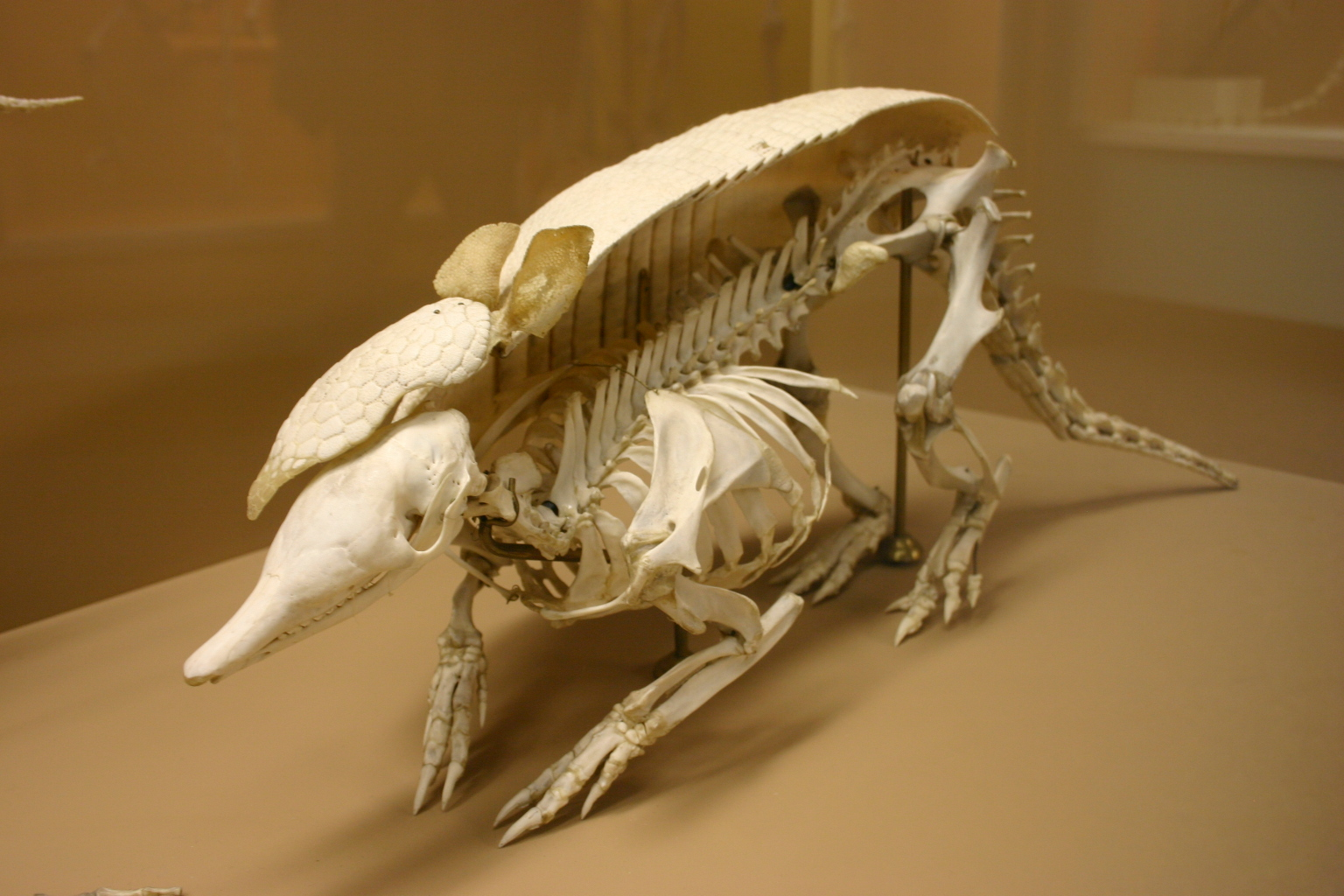
هيكل عظمي لمدرع تساعي الحزم

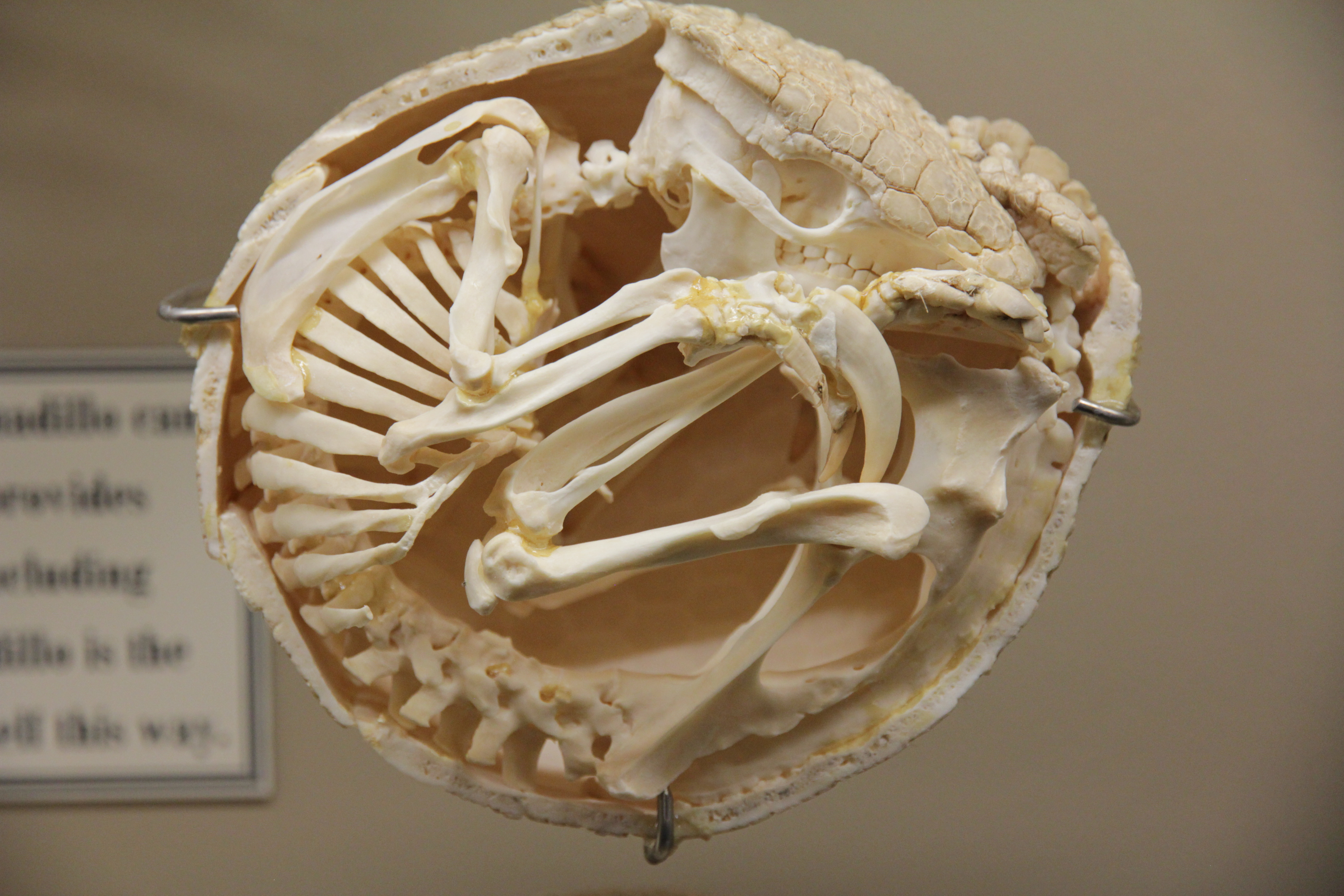
هيكل عظمي لمدرع ثلاثي الأحزمة معروض في متحف علم العظام

المُدَرَّعَات (المفرد: مُدَرَّع) هي ثدييات مشيمية من العالم الجديد تنتمي إلى رتبة الحزاميات. وهي تشكل جزءًا من رتبة غريبات المفاصل، إلى جانب آكلات النمل والكسالى. وُصف 21 نوعًا من المدرعات، يتميز بعضها بعدد الأحزمة الموجودة على دروعها. جميع الأنواع موطنها الأصلي هو الأمريكتان، وفيها تعيش في بيئات متنوعة.
تتميز المدرعات الحية بِدرعٍ جلديٍّ ومخالبٍ طويلةٍ وحادةٍ للحفر. قوائمها قصيرة، لكنها تتحرك بسرعة كبيرة. يبلغ متوسط طول المدرع نحو 75 سـم (30 بوصة)، بما في ذلك ذَنَبه. يصل طول المدرع العملاق إلى 150 سـم (59 بوصة) ويصل وزنه إلى 54 كـغ (119 رطل)، في حين يبلغ طول المدرع الأقطع 13–15 سـم (5–6 بوصة) فقط. عندما يتعرض لتهديد من مفترس، غالبًا ما تلتف أنواع جنس المُتَكَوِّر (Tolypeutes) على شكل كرة؛ وهي أنواع المدرعات الوحيدة القادرة على فعل ذلك.
أظهرت الأبحاث الجينية الحديثة أن أخدوديات الأسنان للوَحِيشات الضخمة (التي يصل طولها إلى 1.5 متر (4.9 قدم) ووزنها الأقصى إلى نحو طُنَّيْن)، والتي انقرضت منذ نحو 12000 عام، هي في الواقع مدرعات حقيقية أقرب صلة بجميع المدرعات الحية الأخرى منها بجنس خشن الأقدام (Dasypus) (المدرع طويل الأنف أو عاري الذنب). يُصنف المدرع حاليًا إلى فصيلتين، خشنات الأقدام (Dasypodidae)، مع جنس خشن الأقدام باعتباره الجنس الحي الوحيد، والمُتدثِّرات (Chlamyphoridae)، التي تضم جميع المدرعات الحية الأخرى بالإضافة إلى أخدوديات الأسنان.

## البيئة
يتواجد المدرع في الأرض العشبية الجافة والمناطق شبـه الصحراوية

## الحجم
يصل طول جسم المدرع ( 45 :50 سم ) ويصل طول ذيلـه ( 25 :40 سم ) يتغذى المدرع على الحشرات والعناكب والزواحف الصغيرة والبيض.

## التنفس
يتنفس المدرع بواسطة الرئـتين وتغطي الصفائح الصلبة جسم المدرع، ويتخللها شعر قليل.

## الأنواع
- المدرع ذو التسعة أشرطة : يبلغ طول هذا المدرع 90 سنتمترا بما في ذلك الذيل والربع الأمامي وكذلك الربع الخلفي من الجسم مغطى بدروع مكونة من صفائح صغيرة عظمية مرصوصة بجانب بعضها البعض ويحمي الجزء الأوسط من الجسم 9 أشرطة مفصلية من صفائح عظمية مماثلة ويعيش هذا النوع في حفر في البلاد الجافة أو الشبه صحراوية ويخرج غالبا في الليل وهذا النوع يمتد وجوده شمالا حتى الولايات المتحدة و يطلق عليه أحيانا مدرع تكساس تلد الأنثى 4 صغار غالبا في المرة الواحدة وهي غالبا من جنس واحد وتحمل نفس الصفات ودروعها لينة في البداية وتتصلب عند قرب بلوغ العام الأول من عمرها.
- المدرع العملاق أكبر المدرعات يصل طوله من 120-150 سم بما في ذلك الذيل ويزن 1220 رطلا أو أكثر وهو نشط على الرغم من حجمه ويوجد حول الجزء الأوسط من جسمه 5 أشرطة مرنة ويتكور على شكل حلقة عند النوم أو الاسترخاء وله 25 سن في كل فك العلوي و 22-24 سن في كل فك السفلي أي يبلغ عددها جميعا 100 تقريبا وهي أسنان صغيرة وضعيفة ومع ذلك فإنها ملائمة لغذاء الحيوان وهي الحشرات ويوجد المدرع العملاق في البرازيل في غابات الأمازون .

• المدرع الجني أصغر عديمات الأسنان على الإطلاق ويبلغ طوله 15 سم ويتكون درعه من حوالي 20 شريطا قرنفلي اللون عرضي ويغطي الوجه والأجزاء السفلى منه شعر فاتح اللون ويبدو الجزء الخلفي من الجسم ويتغذى المدرع الجني على الحشرات إذ يحفر لها مثل الخلد ويوجد في الأجزاء الجافة من بوليفيا و غرب الأرجنتين.
• المدرع ذو الثلاثة شرائط أو آبارا وهو نوع صغير يبلغ حجمه حجم الأرنب وله 3 أشرطة مرنة من الصفائح المدرعة ويمكن لهذا المدرع والنوعين الآخرين من جنس توليبتس فقط أن تتكور على هيئة كرة حتى تحمي أجزاء جسمها اللينة ويحفر هذا النوع للبحث عن غذائه من الحشرات ولكنه لا يعيش في حفر ويجري على أطراف مخالبه بنشاط ويوجد في أقاليم البامباس المكشوفة في الأرجنتين.
• المدرع الأقطع أو المدرع القزم الأرجنتيني هو نوع صغير من المدرع (12-15 سنتيمترا) التي تم العثور عليه في غرب وسط الأرجنتين حيث يسميه السكان المحليون «Pichi سييغو» (المدرع الأعمى الصغير). وقد وصفت من قبل ريتشارد هارلان في عام 1825. هذا هو النوع الوحيد من جنس Chlamyphorus.